# Fortress (álbum de Protest the Hero)
Fortress es el segundo álbum de la banda canadiense Protest the hero, que fue lanzado al mercado el 29 de febrero de 2008; con Vagrant Records en los Estados Unidos y Underground Operations en Canadá.

## Lista de canciones
| N.º | Título             | Duración |  |
| 1.  | «Bloodmeat»        | 3:54     |  |
| 2.  | «The Dissentience» | 4:23     |  |
| 3.  | «Bone Marrow»      | 5:30     |  |
| 4.  | «Sequoia Throne»   | 3:11     |  |
| 5.  | «Palms Read»       | 5:06     |  |
| 6.  | «Limb from Limb»   | 4:22     |  |
| 7.  | «Spoils»           | 3:43     |  |
| 8.  | «Wretch»           | 4:12     |  |
| 9.  | «Goddess Bound»    | 3:35     |  |
| 10. | «Goddess Gagged»   | 3:14     |  |

- Datos: Q2316766